# Lijst van afleveringen van Rupert
Dit is een lijst van afleveringen van Rupert, een animatieserie rond de avonturen van Bruintje Beer die altijd door zijn nieuwsgierigheid en domme pech in de meeste spannende avonturen beland. Veel van zijn avonturen vinden plaats in magische werelden. Gelukkig heeft hij vele vrienden en kennissen die hem op zijn avonturen helpen.
Rupert telt in totaal 65 afleveringen verdeeld over 5 seizoenen. Elk seizoen telt 13 afleveringen.

## Seizoen 1
| Nr. serie | Originele titel                  | Nederlandse titel                           |  |
| --- | -------------------------------- | ------------------------------------------- |  |
| 1 | "Rupert and Pong Ping"           | "Bruintje Beer en Pong Ping"                |  |
| Bruintje Beer reist met Pong Ping naar China waar ze te maken krijgen met de jaloerse draak van de keizer, die probeert om van Pong Ping af te komen. |                                  |                                             |  |
| 2 | "Rupert and the Sage of Um"      | "Bruintje Beer en het geheim van eiland Um" |  |
| Een jonge tovenaar heeft het gemunt op de laatste kudde eenhoorns op het eiland Um. Bruintje reist naar het eiland om de eenhoorns en hun herder te redden. |                                  |                                             |  |
| 3 | "Rupert and Algy's Misadventure" | "Terug naar de middeleeuwen"                |  |
| Mopje Mops reist per ongeluk terug naar de middeleeuwen met de tijdmachine van de wijze, oude geit. Bruintje reist hem achterna en ontdekt dat een voorvader van Mopje gevangen is genomen en Mopje nu als dubbelganger ingezet wordt om de slechte Heer aan de macht te helpen. |                                  |                                             |  |
| 4 | "Rupert and the Purple Cakes"    | "Bruintje en de paarse koekjes"             |  |
| Bruintje en Propje vinden tijdens het wandelen een schaal met paarse koekjes. Deze zijn van de professor en zorgen ervoor dat dingen lichter worden en gaan zweven. Propje negeert de waarschuwingen van Bruintje en eet ze op, waardoor hij hulpeloos door de lucht vliegt en neerdaalt bij een groep gevaarlijke piraten. |                                  |                                             |  |
| 5 | "Rupert and Bill in Gameland"    | "Bruintje en Wim in spelletjesland"         |  |
| Bruintje en Wim Das komen terecht in een wereld die bestaat uit spelletjes. Hun wegen worden gescheiden en ze komen beiden terecht in twee kampen die strijden om het laatste spelbord. Bruintje speelt eerst voor plezier, maar komt erachter dat als zijn kant verliest van de schaakkoning, alle andere spellen geen bord meer over hebben om te wonen. Wim, die bij de schaakkoning is terechtgekomen, leert dat er belangrijkere dingen in het leven zijn dan winnen. |                                  |                                             |  |
| 6 | "Rupert and Little Yum"          | "Bruintje en de kleine Yum"                 |  |
| Bruintje ontdekt dat in een oud huis, een kleine yeti gevangen wordt gehouden door stropers. Hoewel hij agent Brompot inlicht hierover, lijkt het of deze de kant kiest van de stropers die zich voordoen als nette personen die worden lastiggevallen door Bruintje. Hierdoor besluit Bruintje om niet volgens de wet te handelen en agent Brompot's regels. |                                  |                                             |  |
| 7 | "Rupert and the Knight"          | "De ridder en de Draak"                     |  |
| Bruintje en Wim proberen een ridder en een draak bij elkaar te brengen en hun verschillen opzij te laten zetten. Dit is echter makkelijker gezegd dan gedaan en beiden vinden traditie belangrijker dan elkaar leren kennen. Althans, dat proberen ze iedereen te laten denken. |                                  |                                             |  |
| 8 | "Rupert and the Crocodiles"      | "Bruintje en de krokodillen"                |  |
| Bruintje en Propje komen per ongeluk terecht op een boot die op visreis is. De boot strandt op een eiland en Bruintje, Porpje en de bemanning zijn gestrand. Bruintje en de bemanning worden gevangen genomen door krokodillen die het eiland bewonen en zullen dienen als avondeten. Propje moet nu leren zijn etenslust te beheren en te negeren om iedereen te redden.                                                                                                  |                                  |                                             |  |
| 9 | "Rupert and Raggety"             | "Bruintje en de bostrol"                    |  |
| Bruintje ontmoet de bostrol Raggety. Een wezen dat een hekel heeft aan de lente en dit probeert tegen te houden. Bruintje probeert hem te vertellen en te laten zien wat vrienden zijn betekent, maar het wezen helpt zichzelf en Bruintje enkel in de problemen. Ondertussen proberen de lente-elven ervoor te zorgen dat de lente op tijd verschijnt in het dorp, maar dit wordt bemoeilijkt door Raggety                                                                |                                  |                                             |  |
| 10 | "Rupert's Undersea Adventure"    | "Bruintje's onderwater avontuur"            |  |
| Op vakantie ontmoet Bruintje de professor en samen testen ze zijn nieuwe duikpak. Bruintje gaat op ontdekkingstocht op de oceaanbodem, maar wordt gevangen genomen door twee haaien die hem meenemen naar een onderwaterrechtbank waar Bruintje wordt beschuldigd van het stelen van Koning Neptunes' schatten en kostbaarste bezit, de fluitvis. Deze vis is bij de professor en Bruintje ontsnapt met behulp van een kleine zeemeermin om zijn onschuld te bewijzen.     |                                  |                                             |  |
| 11 | "Rupert and the Twilight Fan"    | "Bruintje en de slaapvloek"                 |  |
| Een vriend van Bruintje, Tijger Lilly, wordt vervloekt door een boze tovenaar waardoor ze in een diepe slaap valt. Bruintje gaat samen met de assistent van de professor naar het vogelkoninkrijk om een geneesmiddel te vinden. |                                  |                                             |  |
| 12 | "Rupert and Billy Blizzard"      | "Bruintje Beer en de sneeuwstorm"           |  |
| Bruintje krijgt bezoek van een sneeuwpop die hij een jaar eerder heeft gemaakt. Hij is ontsnapt van de Noordpool waar een boze vriestovenaar alles en iedereen heeft bevroren om zo de macht over de Noordpool te krijgen. Bruintje reist samen met de sneeuwpop en Rita, een hulpje van de kerstman, om de tovenaar te stoppen. |                                  |                                             |  |
| 13 | "Rupert and the Pirates"         | "Bruintje en de piratenschat"               |  |
| Bruintje ontdekt een oude schatkaart en gaat met drie bejaarde piraten op schattenjacht. Bruintje overtuigt de piraten dat ze nog lang niet te oud zijn om op avontuur te gaan. Ze worden echter gevolgd door de huurbaas van de piraten die zelf ook uit is op de schat. |                                  |                                             |  |

## Seizoen 2
| Nr. serie | Originele titel                   | Nederlandse titel                                     |  |
| --------- | --------------------------------- | ----------------------------------------------------- |  |
| 14        | "Rupert and the Temple Ruins"     | "Bruintje Beer en de tempel ruïnes"                   |  |
| ...       |                                   |                                                       |  |
| 15        | "Rupert and the Missing Snow"     | "Bruintje Beer en het raadsel van de vermiste sneeuw" |  |
| ...       |                                   |                                                       |  |
| 16        | "Rupert and the Leprechauns"      | "Bruintje en de Leprechauns"                          |  |
| ...       |                                   |                                                       |  |
| 17        | "Rupert in Timeland"              | "Bruintje in tijdland"                                |  |
| ...       |                                   |                                                       |  |
| 18        | "Rupert and the Tiger's Eye"      | "Bruintje en de gestolen diamant"                     |  |
| ...       |                                   |                                                       |  |
| 19        | "Rupert and the BIGsmall Machine" | "Bruintje's kleine avontuur"                          |  |
| ...       |                                   |                                                       |  |
| 20        | "Rupert and Uncle Grizzly"        | "Bruintje Beer en oom Grizzly"                        |  |
| ...       |                                   |                                                       |  |
| 21        | "Rupert and the Fiddle"           | "Bruintje in sprookjesland"                           |  |
| ...       |                                   |                                                       |  |
| 22        | "Rupert and Nessie"               | "Bruintje en de monster van Loch Ness"                |  |
| ...       |                                   |                                                       |  |
| 23        | "Rupert and the Ghost"            | "Bruintje en de geest"                                |  |
| ...       |                                   |                                                       |  |
| 24        | "Rupert and the Lamp"             | "Bruintje en de lamp"                                 |  |
| ...       |                                   |                                                       |  |
| 25        | "Rupert and the Firebird"         | "Bruintje en de vuurvogel"                            |  |
| ...       |                                   |                                                       |  |
| 26        | "Rupert and the Mulp Gulper"      | "Bruintje en het monster "                            |  |
| ...       |                                   |                                                       |  |

## Seizoen 3
| Nr. serie | Originele titel                | Nederlandse titel                            |  |
| --------- | ------------------------------ | -------------------------------------------- |  |
| 27        | "Rupert and Ginger"            | "Bruintje bij de dinosauriërs"               |  |
| ...       |                                |                                              |  |
| 28        | "Rupert and Growler"           | "Bruintje en het avontuur met agent Brompot" |  |
| ...       |                                |                                              |  |
| 29        | "Rupert and the Dragon Race"   | "Bruintje gaat naar de draken wedstrijd"     |  |
| ...       |                                |                                              |  |
| 30        | "Rupert and the Hedgehog"      | "Bruintje en de grote egel"                  |  |
| ...       |                                |                                              |  |
| 31        | "Rupert and Ottoline"          | "Bruintje en Ottelientje"                    |  |
| ...       |                                |                                              |  |
| 32        | "Rupert and the Cloud Pirates" | "Bruintje en de wolkpiraten"                 |  |
| ...       |                                |                                              |  |
| 33        | "Rupert and the Nile"          | "Bruintje in Egypte"                         |  |
| ...       |                                |                                              |  |
| 34        | "Rupert and the Lost Memory"   | "Bruintje en het vergeten geheugen"          |  |
| ...       |                                |                                              |  |
| 35        | "Rupert and the Sea Serpent"   | "Bruintje en het zeemonster"                 |  |
| ...       |                                |                                              |  |
| 36        | "Rupert and the Bell"          | "Bruintje en de bel"                         |  |
| ...       |                                |                                              |  |
| 37        | "Rupert and the Carousel"      | "Bruintje en de draaimolen"                  |  |
| ...       |                                |                                              |  |
| 38        | "Rupert and the April Fool"    | "Bruintje en de grappenmaker"                |  |
| ...       |                                |                                              |  |
| 39        | "Rupert and the Clock Cuckoo"  | "Bruintje en de Koekoeksklok"                |  |
| ...       |                                |                                              |  |

## Seizoen 4
| Nr. serie | Originele titel                  | Nederlandse titel                     |  |
| --------- | -------------------------------- | ------------------------------------- |  |
| 40        | "Rupert and the Giant"           | "Bruintje bij de reuzen"              |  |
| ...       |                                  |                                       |  |
| 41        | "Rupert and the Wool Gatherers"  | "Bruintje en de woldieven"            |  |
| ...       |                                  |                                       |  |
| 42        | "Rupert and the Marsh Mystery"   | "Bruintje en het moeras mysterie"     |  |
| ...       |                                  |                                       |  |
| 43        | "Rupert and A.R.C.H.I.E."        | "Bruintje en de robots"               |  |
| ...       |                                  |                                       |  |
| 44        | "Rupert in Toyland"              | "Bruintje in speelgoedland"           |  |
| ...       |                                  |                                       |  |
| 45        | "Rupert in Dreamland"            | "Bruintje in dromenland"              |  |
| ...       |                                  |                                       |  |
| 46        | "Rupert's Roman Adventure"       | "Bruintje's Romeinse avontuur"        |  |
| ...       |                                  |                                       |  |
| 47        | "Rupert in Mirrorland"           | "Bruintje in spiegelland"             |  |
| ...       |                                  |                                       |  |
| 48        | "Rupert and the Crystal Kingdom" | "Bruintje en het kristallen land"     |  |
| ...       |                                  |                                       |  |
| 49        | "Rupert and the Space Pilots"    | "Bruintje en buitenaardse wezens"     |  |
| ...       |                                  |                                       |  |
| 50        | "Rupert and the Mystery Isle"    | "Bruintje en het mysterieuze eiland"  |  |
| ...       |                                  |                                       |  |
| 51        | "Rupert and Mum's Adventure"     | "Bruintje en zijn moeder op avontuur" |  |
| ...       |                                  |                                       |  |
| 52        | "Rupert's Christmas Adventure"   | "Bruintje's kerstavontuur"            |  |
| ...       |                                  |                                       |  |

## Seizoen 5
| Nr. serie | Originele titel                  | Nederlandse titel                 |  |
| --------- | -------------------------------- | --------------------------------- |  |
| 53        | "Rupert and the Jolly Roger"     | "Bruintje en de piratenvlag "     |  |
| ...       |                                  |                                   |  |
| 54        | "Rupert and the Great Mephisto"  | "Bruintje en de grote Mephisto"   |  |
| ...       |                                  |                                   |  |
| 55        | "Rupert and the Little Bear"     | "Bruintje en de kleine beer"      |  |
| ...       |                                  |                                   |  |
| 56        | "Rupert and the Paper Folders"   | "Bruintje en het papieren eiland" |  |
| ...       |                                  |                                   |  |
| 57        | "Rupert and the Crystal Ball"    | "Bruintje en de kristallen bal"   |  |
| ...       |                                  |                                   |  |
| 58        | "Rupert and the Sun Bandit"      | "Bruintje en de zonnedief"        |  |
| ...       |                                  |                                   |  |
| 59        | "Rupert and the Song Snatcher"   | "Bruintje en de muziekdief"       |  |
| ...       |                                  |                                   |  |
| 60        | "Rupert and Queen Bess"          | "Bruintje bij de koningin"        |  |
| ...       |                                  |                                   |  |
| 61        | "Rupert and the Water Works"     | "Bruintje en de waterwerken"      |  |
| ...       |                                  |                                   |  |
| 62        | "Rupert and the Deep Freeze"     | "Bruintje en de koude vries"      |  |
| ...       |                                  |                                   |  |
| 63        | "Rupert and the Chalk Drawings"  | "Bruintje en de krijt tekeningen" |  |
| ...       |                                  |                                   |  |
| 64        | "Rupert and the Dragon Festival" | "Bruintje en het drakenfestival"  |  |
| ...       |                                  |                                   |  |
| 65        | "Rupert and the Whizz Watch"     | "Bruintje en de tijdstop "        |  |
| ...       |                                  |                                   |  |